# Ágyúpad

Az Iowa-osztályú csatahajók lövegtornya és ágyúpadja (barbettája)

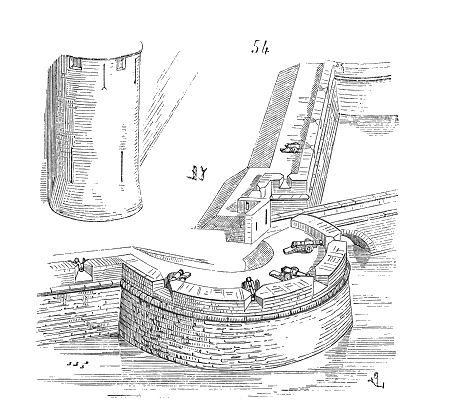
Egy szárazföldi tüzérüteg barbettája

Az ágyúpad avagy a barbetta a lövegek alapzatának egy fajtája.

## Szárazföldön
Az ágyúpad a szárazföldi hadviselésben lehet egy egyszerű földhányás az erődítmények vagy földsáncok mellvédje mögött, hogy a löveggel átlőhessenek a mellvéd felett (en barbette) anélkül, hogy abba lőréseket kellene ehhez vájni. A barbetták könnyebb célpontok voltak a szokványos lőréseknél, azonban segítségével az ágyúk tüze nagyobb területet tudott lefedni.

## Tengeren
A tengeri hadviselésben a forgatható nagyméretű lövegtornyok hajótesttel összeépített henger alakú páncélzatát jelenti. Ehhez a hajótestben nagy méretű mélyedéseket alakítanak ki, melyekben a lövegtornyokat helyezik el. Az első ilyen barbetták csak az ágyútalpat és az alsó alépítményt védték, magukat a lövegeket nem, mivel azokat csak oldalról védte a páncélzat, felül pedig nyitottak voltak. A lövegtornyok megjelenésével a barbetták már csak azok páncélozott alépítményét jelentették.
A lövegtornyokat fogaskerekekkel már szabadon körbe lehetett forgatni. A lövegeket azonban nem rögzítik, azokat csak a gravitáció ereje tartja a barbettákban. Amennyiben egy ilyen hajó átfordulva süllyed el, akkor a lövegtornyai elválhatnak a hajótesttől, mint például a Bismarck esetében. A barbetták rendszerint nagyon mélyek, mivel a lövegtornyokhoz jelentős méretű fedélzet alatti alépítmény tartozik, melyben a lőszerfelvonók, motorok stb. kapnak helyet. A mai hajókon az ágyúpad a lövegtorony integrált részét képezi, míg az újkor kezdetén főként a fedélzet alatt kapott helyet.

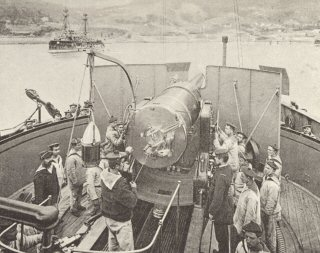
A francia Redoutable barbettája
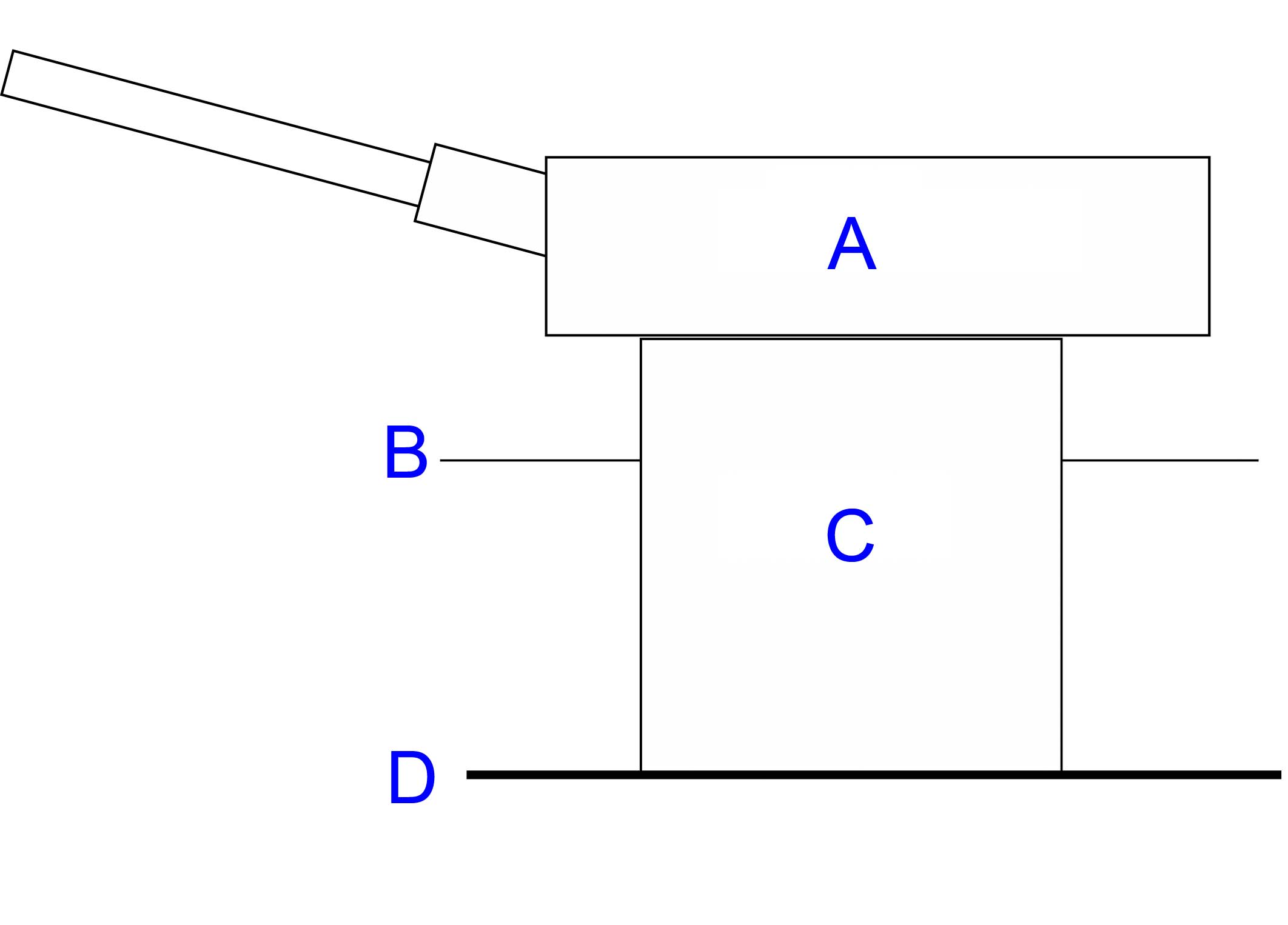
A barbetta C-vel jelölve
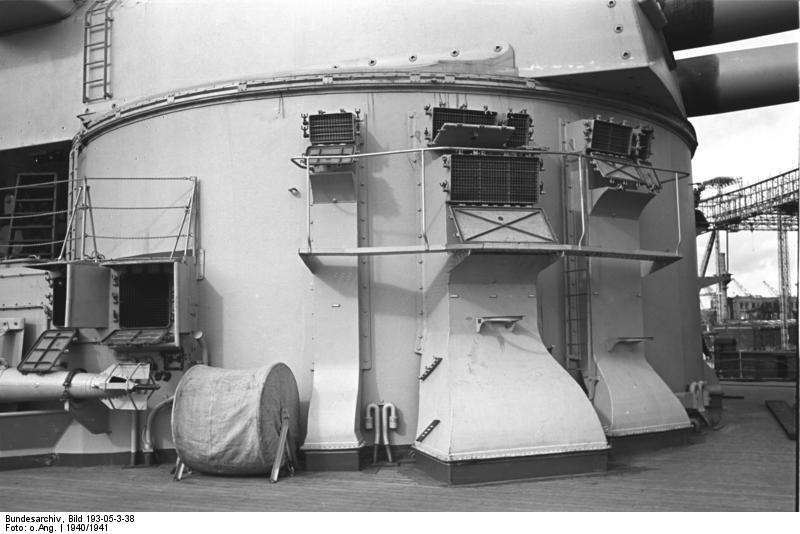
A Bismarck Bruno lövegtornyának barbettája
38 cm-es ágyúk lövegtornya (a barbetta 8-as számmal jelölve)

## Levegőben

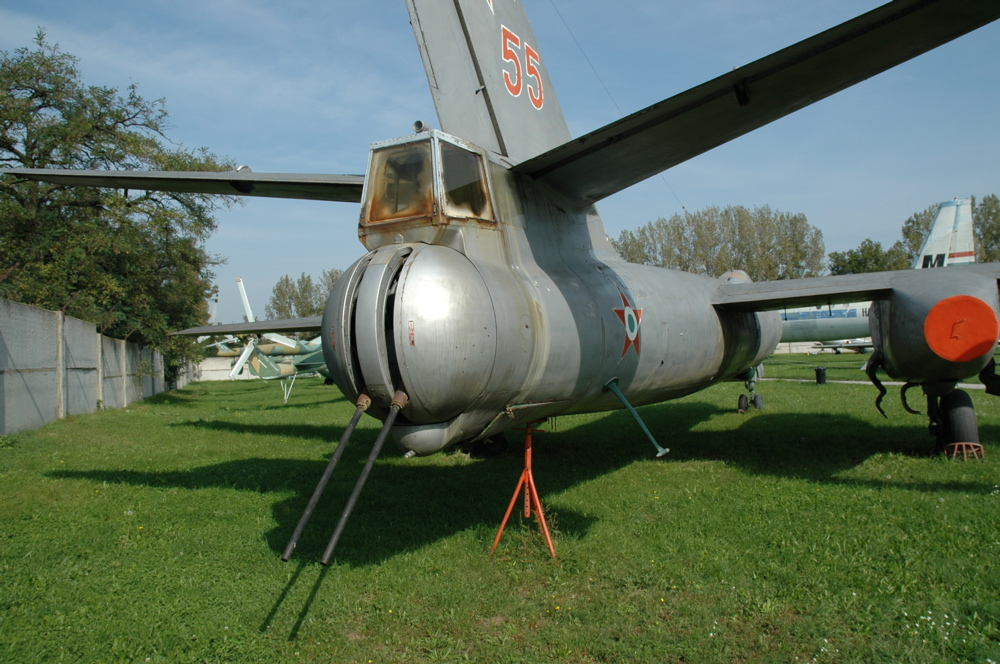
NR-23 jelzésű gépágyúk egy Iljusin Il-28 bombázó farokrészében lévő barbettában

Ágyúpad alatt a harci repülőgépek tűzfegyvereinek alapzatát értik.

## Fordítás
- Ez a szócikk részben vagy egészben  a   Geschützbank című német Wikipédia-szócikk ezen változatának fordításán alapul.  Az eredeti cikk szerkesztőit annak laptörténete sorolja fel. Ez a jelzés csupán a megfogalmazás eredetét és a szerzői jogokat jelzi, nem szolgál a cikkben szereplő információk forrásmegjelöléseként.

## Linkek
- Wegweiser zur Besichtigung von Geschützbänken Archiválva 2015. december 12-i dátummal a Wayback Machine-ben (PDF-Datei; 5,37 MB)
- Festungsbau